# ネムルト山

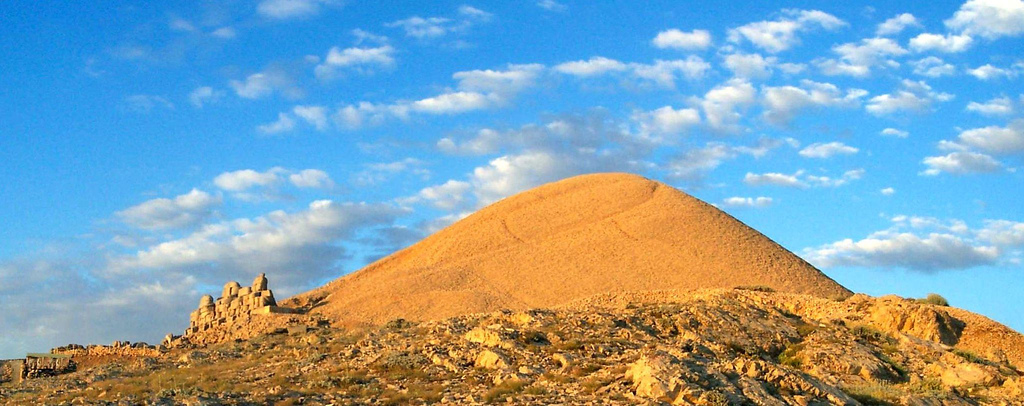
ネムルト山

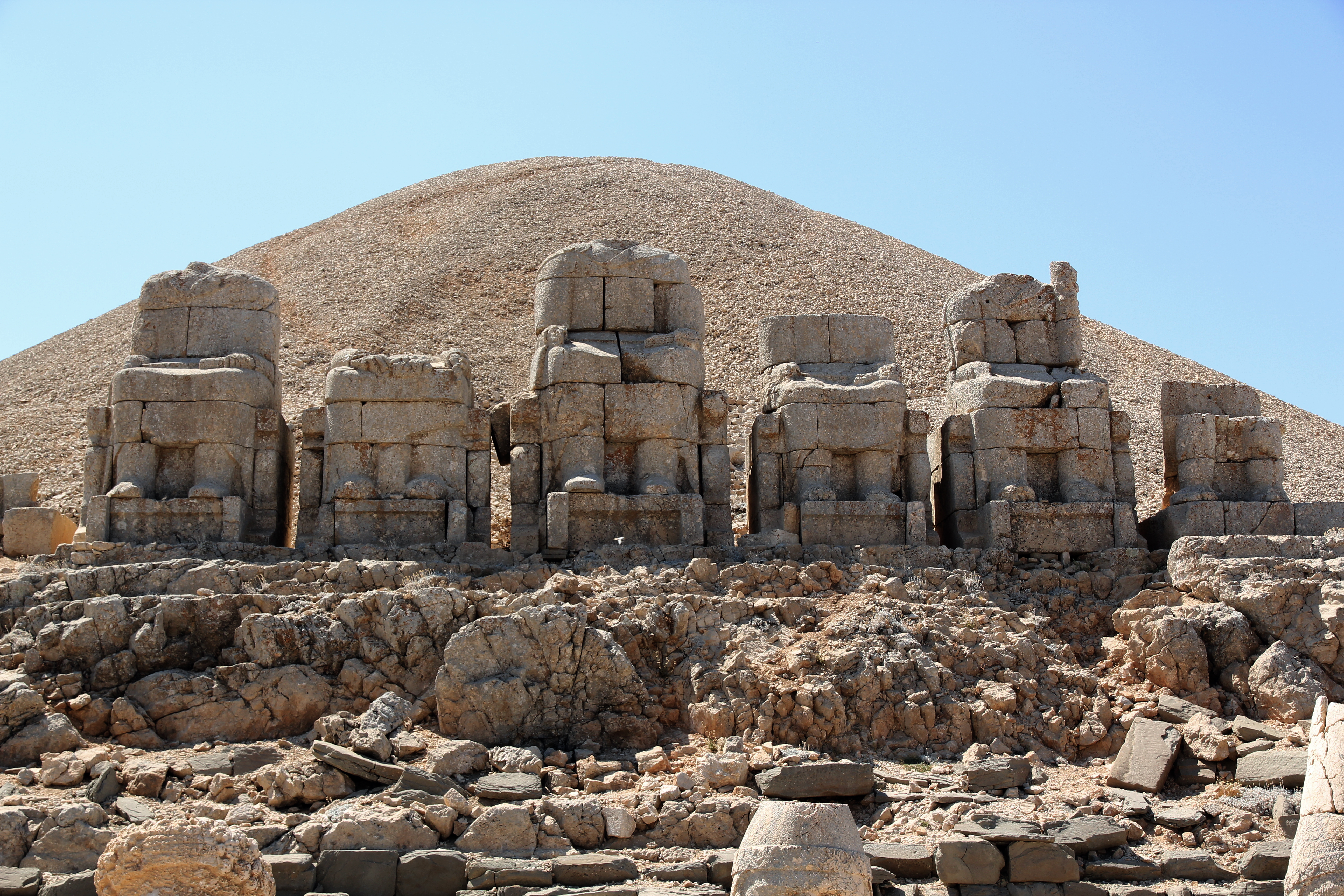
首のない坐像

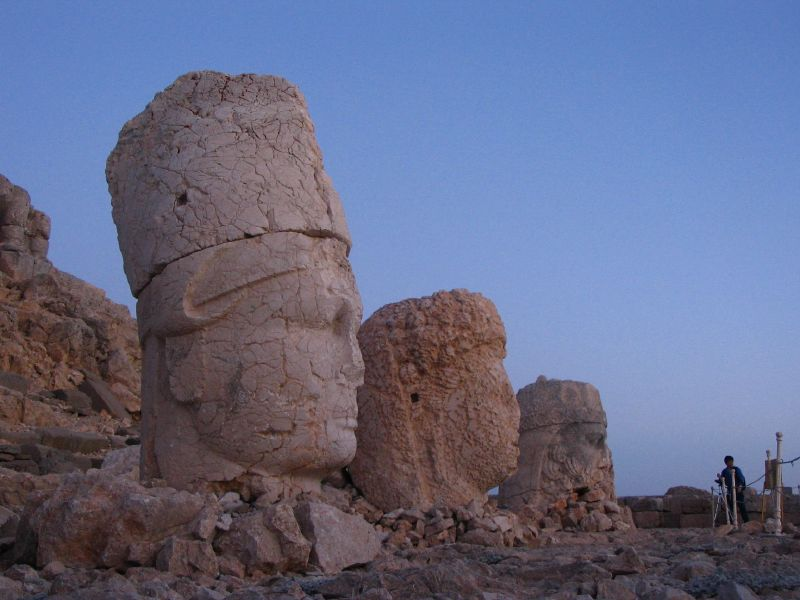
立ち並ぶ首像

ネムルト山（ネムルト・ダウ、ネムルトダーゥ、ネムルットダウ、ネムルット・ダー、ネムルト・ダートルコ語: Nemrut Dağı）は、トルコ東部の標高2,134 mの山である。アドゥヤマン近郊のキャフタから40km 北に位置している。

## 概要
ネムルト山は19世紀後半にオスマン帝国軍が偶然山頂付近を行軍した際に、山頂部が人工的な建造物であったことが発見され、1881年にドイツ出身の技師カール・ゼシュター（Karl Sester）によって本格的な発掘調査が行われた。
ネムルト山の山頂には、コンマゲネ王国の王アンティオコス1世が紀元前62年に建てた、王自身の座像を含む8 - 9 m の巨大像が並ぶ巨大墳墓があるとされているが、現在でも埋葬施設が発見されていない。この事から現在でも、宗教上の儀式を執り行う場として機能していたとする説と、王自身がそこに永眠することを望んだ墓所とする説とが対立しているが、結論は出ていない。
直径152 m、高さ49mの頂上部には、王の座像のほか、2羽の鷲、2頭のライオン、様々なギリシャ神話やペルシャ神話の神々の像などが並んでいる。神像にはゼウス=オロマズデス（ゼウスとアフラマズダが同一視された神）、アポロ=ミトラス、ヘラクレス、テュケ（ギリシャ神話の女神でコンマゲネ王国の守護神）などが含まれている。いずれの像もギリシャ的な顔の造形と、ペルシャ的な服装・髪型の双方の特徴を備えている。また、山頂部は小石が積み上げられているが、この小石は像を作った際に出た石材の破片を再利用したと見られている。
ネムルト山の山頂部分にアンティオコス1世の墓があり、玄室も存在するという説は現在も考古学界に支持されているが、小石を人工的に積み上げて造られているため、崩落の危険性が非常に高く、発掘後の復元の可能性が低いことから、発掘調査ができないという結論に達している。玄室自体も小石を積み上げて造られていると推定されており、盗掘防止のための措置と見られている。このような建造技術は現代には伝わっていないため、復元は不可能という意見が大半を占める（それ以前に、崩落の危険性から発掘ができないとされる）。
王や神々の像は座して並んでおり、それぞれの像に名前が刻まれているが、いずれの坐像も首から上がない。それらの頭部は、像の足元に散在し、一部は鼻が損壊されている。このことから、地震のために頭部が転げ落ちたとする説と、イスラム教徒による偶像破壊運動の一環とする説が挙がっている。
レリーフの施された石版が見つかっており、それらはフリーズ（装飾のある壁）を形成していたと考えられている。そこにはアンティオコス1世の系譜が刻まれ、彼がマケドニア人とペルシャ人双方に起源を持つことが示されている。
神像はいたるところに見られるが、多くは東側と西側に集中している。西側のテラスには、木星、水星、火星などの星の配列を眺める獅子のレリーフが刻まれた石版があり、紀元前62年6月7日を示している。この日付は建造が始まった時を表している可能性がある。東部の保存状態は良く、東西のテラスを結んでいた壁付きの廊下の痕跡なども残っている。
観光客がよく訪れるのは6月から8月で、近隣の町は車やバスで観光しようとする人たちで賑わっている。また、ヘリコプターによる観光も可能である。
この山はアドゥヤマン県に属するが、マラティヤ県との県境の近くにあるため、両県の観光客誘致合戦の火種になっている。特にアドゥヤマン県側は観光開発が先に進んでおり、多くの観光収入を得ているため、マラティヤ県側の観光宣伝や観光施設の整備に対しては度々反発している。

## 登録基準
この世界遺産は世界遺産登録基準のうち、以下の条件を満たし、登録された（以下の基準は世界遺産センター公表の登録基準からの翻訳、引用である）。
- (1) 人類の創造的才能を表現する傑作。
- (3) 現存するまたは消滅した文化的伝統または文明の、唯一のまたは少なくとも稀な証拠。
- (4) 人類の歴史上重要な時代を例証する建築様式、建築物群、技術の集積または景観の優れた例。